# Sierras de Carondio y Valledor
El paisaje protegido de las Sierras de Carondio y Valledor es un paisaje protegido de Asturias que comprende 25 417 ha de los concejos de Allande, Villayón y Grandas de Salime. Este sistema de sierras va desde el interior de Asturias hasta la costa de Luarca y a ambos lados se localizan el río Navia y el río Esva. Es una zona escasamente poblada y la población se encuentra muy concentrada en aldeas y pueblos.
El Plan de Ordenación de los Recursos Naturales de Asturias (PORNA, Decreto 38/94) estableció en 1994, como integrante de la Red Regional de Espacios Naturales Protegidos (RRENP), este paisaje protegido. Está figura no ha sido desarrollada y no cuenta con Instrumento de Gestión siendo de aplicación genérica lo dispuesto en la legislación ambiental.
En la vegetación se puede decir que es tierra de cultivo y pradería, destacando alguna carbayera o rebollar. Pero si cabe destacar algo de toda esta zona es el Alcornocal de Boxu.
En la fauna cabe destacar los lobos, zorros, corzos, jabalíes, comadrejas, garduñas y martas. En los ríos las nutrias y entre las aves el aguilucho cenizo, el cernícalo y especialmente el abundantísimo busardo. Especial mención es la de una especie propia del mediterráneo como es la del lagarto ocelado una singularidad en la zona atlántica. En 2024 se ha detectado la presencia también del oso pardo.